# Escut del Conestable de Navarra sobre el portal de Santa Maria
L'Escut del Conestable de Navarra sobre el portal de Santa Maria és una obra renaixentista de Castelló de Farfanya (Noguera) inclosa a l'Inventari del Patrimoni Arquitectònic de Catalunya.

## Descripció
Casa situada davant el riu Farfanya, sobre el Portal de Santa Maria. Presenta a la façana l'escut dels Beaumont, dividit en 4 camps, amb les cadenes de Navarra que el caracteritzen en dos d'ells. Està enquadrat en una marc de pedra ornamentada en forma de flors.
L'anomenada 'Casa de la Inquisició' està situada a la zona de llevant del nucli de Castelló, davant del pont gòtic sobre el riu Farfanya. El tracta d'un edifici allargat orientat de nord a sud, integrat en una illa de cases a ponent i al sud, i en què la part nord, elevada sobre el carrer del Pont, forma l'anomenat Portal de Santa Maria.
L'accés principal es troba a la façana nord, al número 6 del carrer del Pont i dins mateix de l'esmentat portal que mena al centre de la vila. Es tracta d'una façana d'estil renaixentista, feta amb un aparell encoixinat de carreus ben treballats de marbre i pedra calcària. El pany de paret s'inscriu entre el portal allindat a l'esquerra (que mena al pont i al camí de Balaguer) i l'arc rebaixat de pedra a la dreta (que mena al centre del poble). La porta és d'arc a nivell o de llinda, de 5 dovelles amb encaixos simètrics. A banda i banda, els carreus dibuixen falses pilastres sobre pedestal. En l'actualitat, el conjunt ha basculat cap a la dreta, probablement a causa d'algun moviment del terreny, i una biga de ferro, lligada des del portal allindanat fins l'arc rebaixat, sosté la planta primera a la part superior d'aquesta façana.
L'altra façana visible, i molt reformada, és la de llevant, que afronta amb el carrer Arrabal i amb la llera del riu Farfanya. És una senzilla façana sense cap element simètric ni ornamental, avui en dia arrebossada amb ciment. A la banda baixa del Portal de Santa Maria, s'observa però l'aparell regular de carreus de pedra sorrenca ben escairats, que deuen ser l'aparell constitutiu original de la planta baixa de l'edifici. En canvi la primera planta i la superior, semblen estar fetes amb tàpia. La teulada és a una sola vessant i desaigua al carrer Arrabal. A la part principal de l'edifici ha estat substituïda però a la part d'edifici elevada sobre el carrer encara s'observa el tipus de ràfec de dos nivells de teula i maó. En el tram de façana d'aquesta part de l'edifici, sobre el carrer del pont, hi ha integrats dues plaques de pedra que són els elements més interessants de la cara de llevant. El primer és el blasó dels conestables de Navarra amb la inscripció 'ANY 1596'. A sobre d'aquest escut, se situa un rectangle orlat en què s'hi llegeix 'VIVA JESÚS, 1752'. Aquestes dues inscripcions poden correspondre a la fundació de l'edifici, en temps en què el senyoriu de Castelló era exercit pel conestable de Navarra, Lluís de Beaumont, i a l'ús de l'edifici com a residència sacerdotal des del segle xviii, funció que hauria donat el nom a l'edifici de 'casa de la Inquisició'.

## Història
L'escut de Castelló de Farfanya deriva del de la branca valenciana dels Beaumont; en Sanç de Beaumont anà a la conquesta de València amb Jaume I, i fou poblador de Xàtiva. Del seu escut prové el de Castelló.
La senyoria de Castelló de Farfanya a partir de 1512 fou encomanada a Lluís de Beaumont, comte de Lerín, gran prior i conestable de Navarra. Unit més tard aquest llinatge a la casa dels ducs d'Alba, exerciran el domini de la vila des de 1596 fins 1835.
La casa del Conestable de Navarra fou en el seu moment seu de la Inquisició.
El 1414, un cop desmembrat el comtat d'Urgell, Ferran d'Antequera va vendre el castell i la vila de Castelló al comte Joan I de Foix. Dels Foix, el terme passà a mans dels reis de Navarra, i finalment el 1491, Ferran el Catòlic l'incorporà a la corona. Castelló fou encomanat a Lluís de Beaumont, comte de Lerín, gran prior i conestable de Navarra. Dels Beaumont passà als ducs d'Alba, que foren senyors de Castelló des de 1596 fins a la desamortització de 1835.